# Keo (Arkansas)
Keo es un pueblo ubicado en el condado de Lonoke en el estado estadounidense de Arkansas. En el Censo de 2010 tenía una población de 235 habitantes y una densidad poblacional de 19,19 personas por km².

## Geografía
Keo se encuentra ubicado en las coordenadas 34°36′33″N 92°0′41″O / 34.60917, -92.01139. Según la Oficina del Censo de los Estados Unidos, Keo tiene una superficie total de 12.25 km², de la cual 12.16 km² corresponden a tierra firme y (0.7%) 0.09 km² es agua.

## Demografía
Según el censo de 2010, había 235 personas residiendo en Keo. La densidad de población era de 19,19 hab./km². De los 235 habitantes, Keo estaba compuesto por el 76.17% blancos, el 23.4% eran afroamericanos y el 0.43% eran de otras razas. Del total de la población el 1.7% eran hispanos o latinos de cualquier raza.